# Caroline Baird
Caroline Baird, nata Caroline Innes (Cupar, 14 marzo 1974), è un'ex atleta paralimpica britannica.
Ha partecipato a tre differenti Paralimpiadi. Nel corso della sua carriera, è stata considerata come una delle migliori velociste della sua classe, in cui ha vinto quattro medaglie d'oro paralimpiche e due titoli mondiali.

## Biografia
Baird è nata a Cupar, in Scozia, il 14 marzo 1974 e si è laureata all'Università di Dundee. Ha una paralisi cerebrale infantile e, dopo una carriera di grande successo nell'atletica, si è ritirata dallo sport internazionale per trascorrere più tempo con il marito, John Baird, e la famiglia. La coppia ha due figlie, Christy e Connie. Nel 2001, Baird ha ricevuto l'onorificenza dell'Ordine dell'Impero Britannico.
Baird è stata membro del Cupar and District Swimming Club e ha rappresentato la Scozia ai campionati britannici di nuoto. Fu incoraggiata a dedicarsi all'atletica leggera e andò ai World Games del 1989 a Miami come membro della squadra giovanile scozzese. L'anno seguente vinse l'argento nelle gare dei 100 e 200 metri ai Mondiali di Assen.
In gara con il suo cognome da nubile di Innes, partecipò ai suoi primi Giochi paralimpici nel 1992, dove vinse l'oro nei 100 metri. Prese parte ai campionati mondiali di Berlino del 1994, vincendo il bronzo sia nei 100 metri che nei 200 metri.
Ai Giochi paralimpici di Atlanta del 1996, la Baird ha bissato la medaglia d'oro nei 100 metri. Ha inoltre ottenuto grandi successi ai Mondiali paralimpici di Birmingham del 1998, in cui vinse l'oro nelle gare dei 200 e 400 metri.
I suoi più grandi risultati paralimpici arrivarono due anni dopo, ai Giochi paralimpici di Sydney, dove vinse l'argento nei 100 metri e due medaglie d'oro nei 200 metri e nei 400 metri. Il tempo di Baird di 1'16"65 secondi diventò nuovo record mondiale.
La Baird è stata riconosciuta come una delle velociste più importanti della sua classe e nel 1993 ha ricevuto il premio Giovane Sportiva Disabile dell'Anno. Sebbene si sia ritirata dalle competizioni internazionali, si allena ancora con l'allenatore John Oulton.

## Palmarès

### Giochi paralimpici
- 5 medaglie:
  - 4 ori (100 m a Barcellona 1992; 100 m a Atlanta 1996; 200 m, 400 m a Sydney 2000)
  - 1 argento (100 m a Sydney 2000)

### Mondiali paralimpici
- 6 medaglie:
  - 2 ori (200 m, 400 m a Birmingham 1998)
  - 2 argenti (100 m, 200 m a Assen 1990)
  - 2 bronzi (100 m, 200 m a Berlino 1994)